# 大堀相馬焼
大堀相馬焼（おおぼりそうまやき）は、福島県相双地域の浪江町大堀地区で焼かれてきた、福島県を代表する陶器のひとつである。

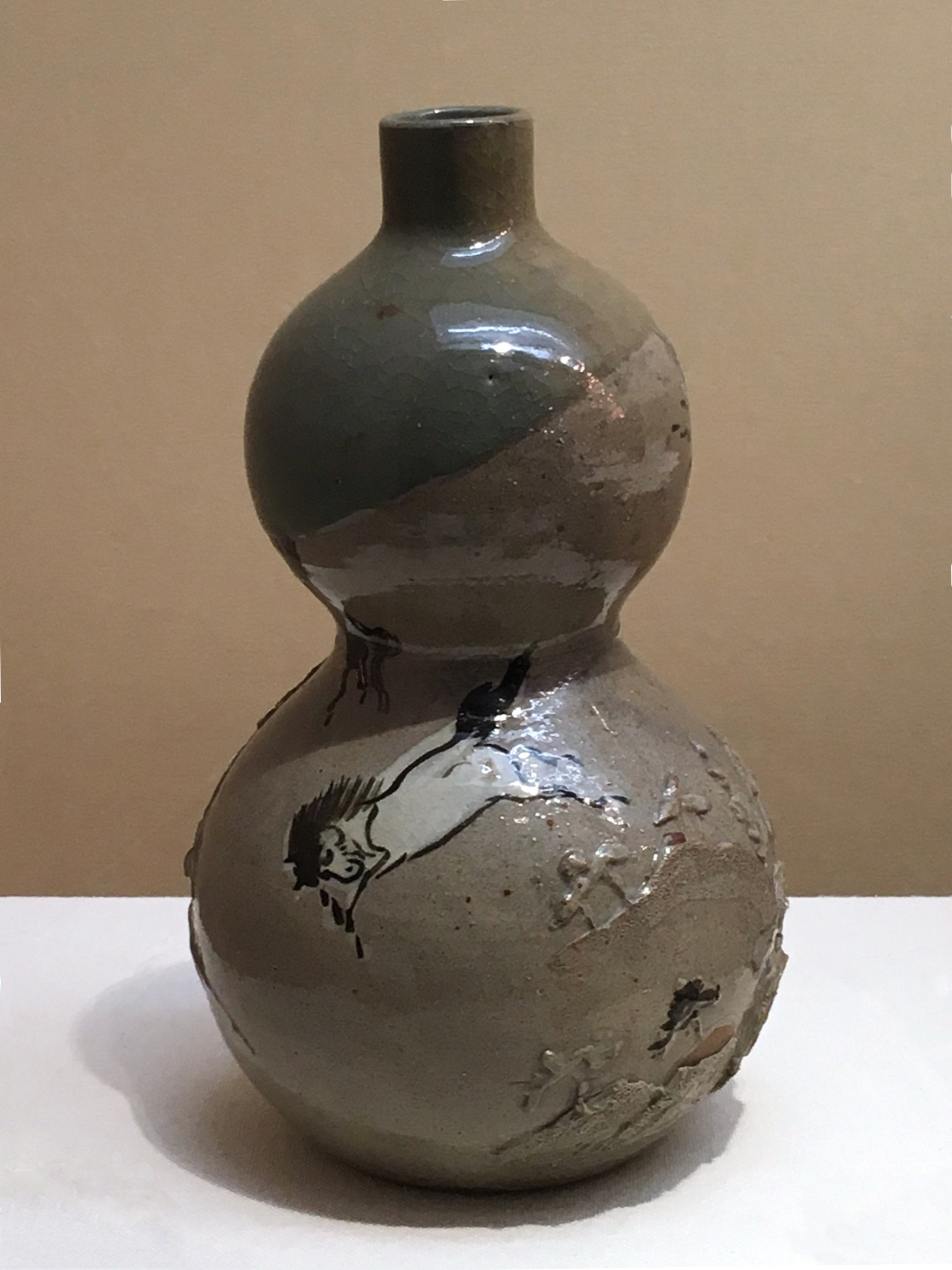
「駒図瓢徳利」(江戸時代)愛知県陶磁美術館所蔵

## 概要
大堀相馬焼の特徴は、保温性に優れた二重焼、青ひび、駒の絵などの特徴を有している。略称として大堀焼（おおぼりやき）ともいう。
福島県浪江町大堀地区固有の焼き物から、現在では福島県浪江町大堀地区を由来とする主に福島県内の焼き物として認知されている。
これは、2011年3月の東日本大震災発生以降、地区外避難を余儀なくされた窯元の職人が、主に避難先の同県中通り地方で営業を再開したことから、製造地域が広がったことによるものである。窯元ごとに個性に富んだ作品も生まれている。
主な窯元の所在地
- 浜通り地方 : 浪江町、いわき市
- 中通り地方 : 福島市、二本松市、本宮市、郡山市、矢吹町、白河市、西郷村

県外（長野県）など

### 画像一覧

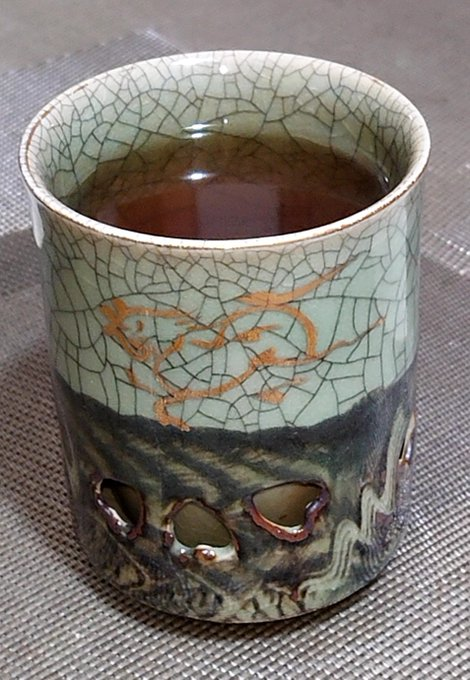
二重焼の湯呑
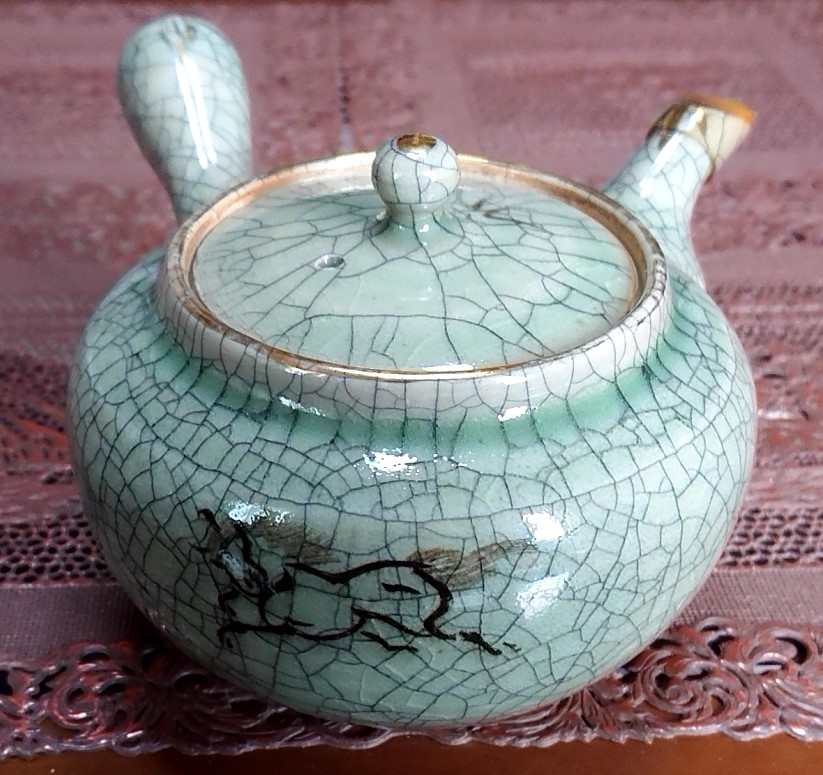
急須
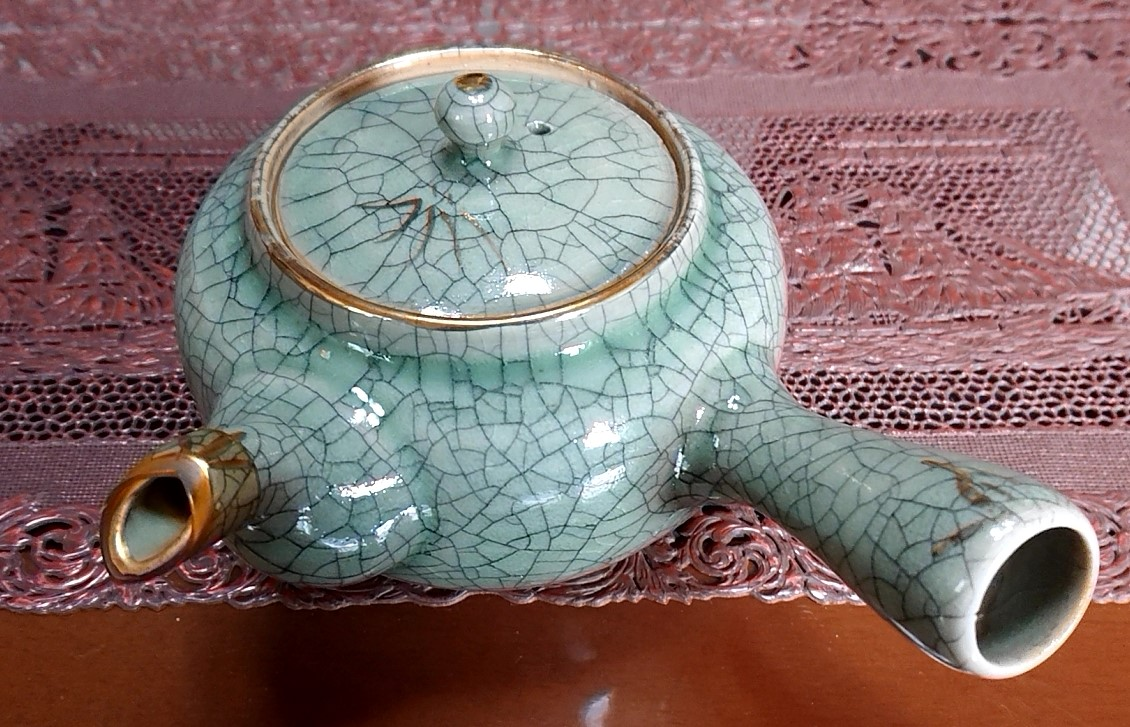
急須(別角度)
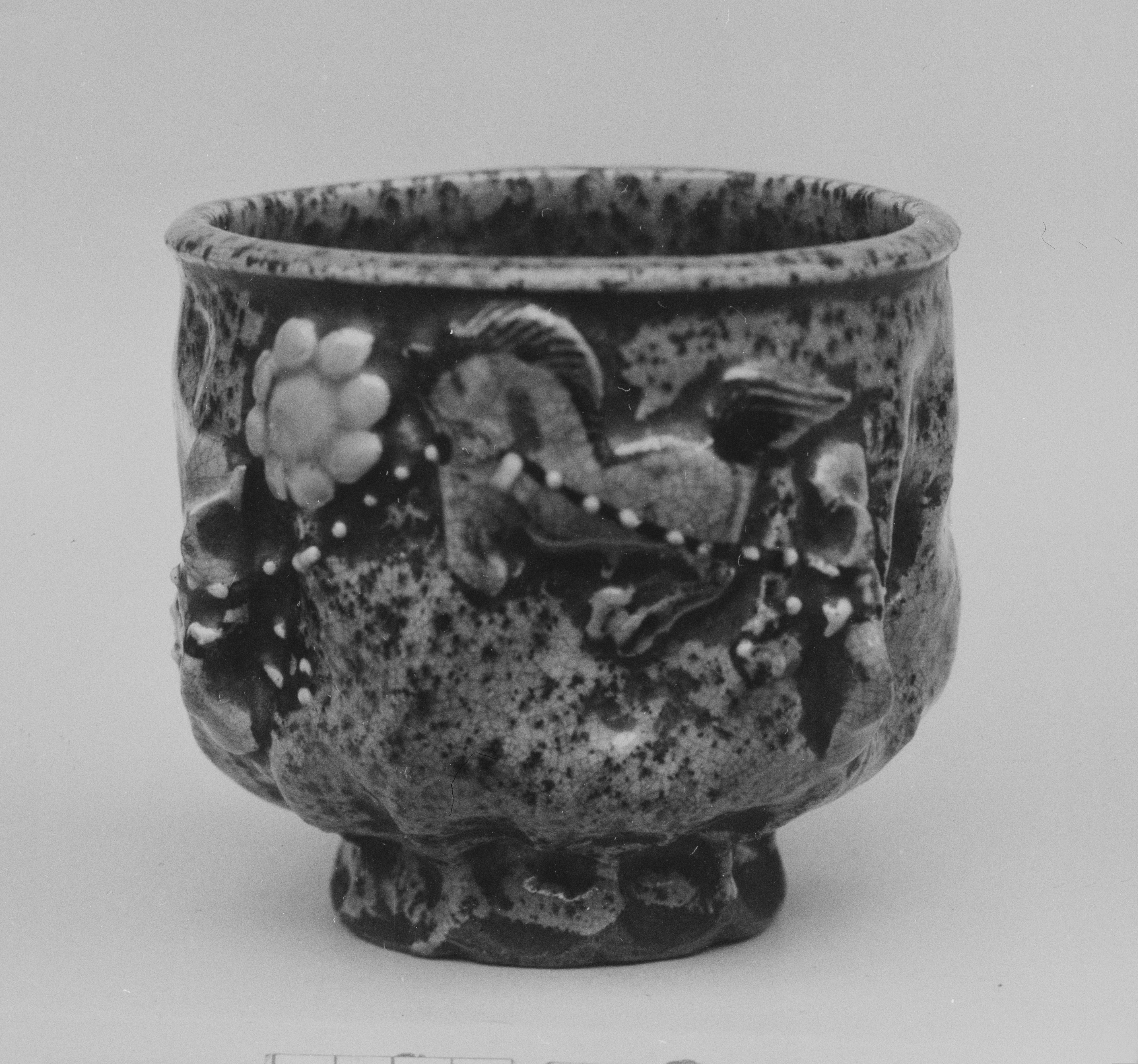
高浮き彫りの茶碗メトロポリタン美術館所蔵
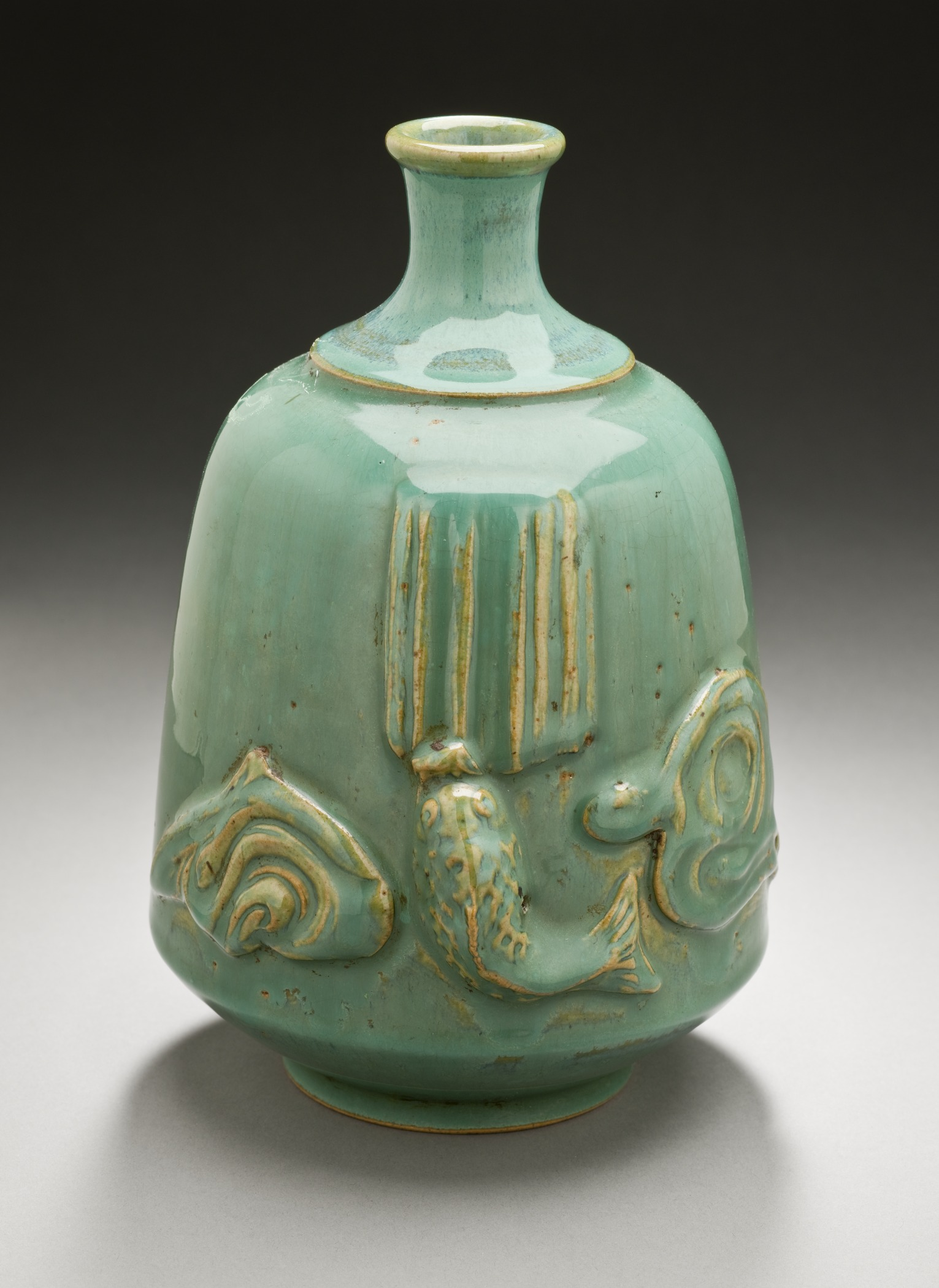
波の鯉のデザインが施された徳利(江戸時代)ロサンゼルス・カウンティ美術館所蔵
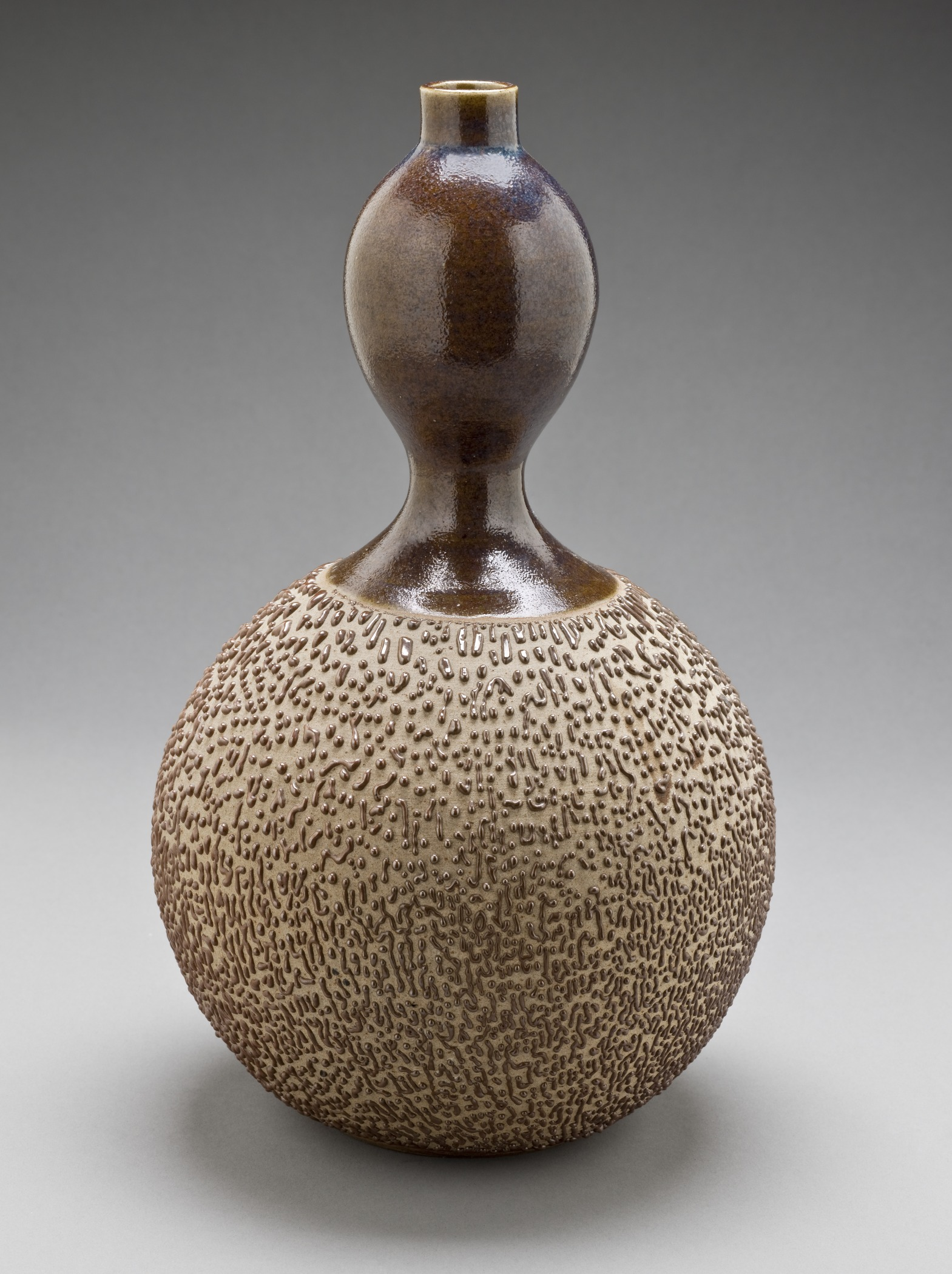
(勿来焼)瓢箪形の酒瓶ロサンゼルス・カウンティ美術館所蔵

## 歴史
江戸時代の元禄年間に、相馬中村藩士の半谷休閑が大堀（現在の浪江町大堀）で陶土を発見し、下男の左馬に命じて日用雑器を焼くようになったのが始まり。浜通り北部を領していた中村藩は相馬野馬追の伝統を有しており、藩主相馬氏の家紋から繋ぎ駒や走り駒が意匠となっており、縁起物として好まれる。
中村城下（相馬市中村）の相馬駒焼が藩主相馬氏への献上品とされたのに対して、この大堀相馬焼は大衆向けの民窯として親しまれた。とりわけ、中村藩は陶磁器を特産物として奨励したため、江戸時代末期には100軒近い窯元が誕生し、中には農作との兼業も見受けられた。
大堀焼は戊辰戦争後に衰微したが、第二次世界大戦後に再興し、1978年には国の伝統的工芸品の指定を受けた。又、大堀焼から連想して2000年代後半に生まれた名産品が、なみえ焼きそばである。
2010年1月22日に地域団体商標に登録された。
2011年3月の東日本大震災発生時には25軒の窯元があった。震災に伴う福島第一原子力発電所事故により、福島第一原発から10kmに位置していた大堀の住民や事業者も避難・離散を余儀なくされた。協同組合と一部の作陶関係者は、福島県中通りの二本松市にある小沢工業団地内に移り、「陶芸の杜 おおぼり 二本松工房」を開いた。
2021年3月浪江町に誕生した「なみえの技・なりわい館」内に事務所および工房を移転し、業務を行っている。
なお釉薬の原料となる浪江町の砥山石は放射能汚染により採掘不可能となったが、震災前から採掘権により特定の窯元が独占していたため、他の窯元は組合経由で愛知県瀬戸から採取された土を調合した釉薬を購入しており影響は少なかったが、福島県ハイテクプラザが砥山石と同じ発色をする釉薬を開発し代替釉薬による生産が再開された。

## 特徴
- 青ひび

鈍色の器面に広がる不定型なひびのことで、鉄分を含んだ釉薬を用い、還元炎焼成後に冷却するために生じる。その後、ひびに墨を塗り込むために黒く見える。
- 走り駒

大堀相馬焼の特徴でもある意匠。走り駒とは名の如く、疾駆する馬のこと。
- 二重焼

大堀相馬焼の湯呑みは冷めにくいといわれるが、その原理に相当する技術。轆轤による成形の段階で、外側と内側を作っておき、焼成前に被せることで行われる。この技術を用いた焼き物は大堀相馬焼以外ではまず見られない。

## 作品
ドラマ
- 水戸黄門 : BS-TBSドラマ・BS第1シリーズ（第44部）2話「想い繋いだ左馬茶碗」 2017年10月11日放送

## リンク
- 大堀相馬焼協同組合
- 大堀相馬焼協同組合 (@somayaki_kumiai) - X（旧Twitter）
- 大堀相馬焼協同組合 (somayakiholl) - Facebook
- 大堀相馬焼協同組合 (@somayaki_kumiai) - Instagram
- 大堀相馬焼チャンネル - YouTube